# Jaroslava Sedláčková
Jaroslava Sedláčková (Lenešice, Checoslovaquia, 21 de junio de 1946) es una gimnasta artística checoslovaca, campeona del mundo en 1966 y subcampeona olímpica en 1964 en el concurso por equipos.

## Carrera deportiva
En los JJ. OO. de Tokio 1964 consigue la plata por equipos, tras la Unión Soviética y delante de Japón, siendo sus compañeras: Věra Čáslavská, Jana Posnerová, Hana Růžičková, Marianna Némethová-Krajčírová y Adolfína Tkačíková.
En el Mundial de Dortmund 1966 gana el oro en el concurso por equipos, por delante de la Unión Soviética y Japón.